# Президентські вибори в США 2016 (Юта)

Президентські вибори 2016 року в штаті Юта відбулися 8 листопада 2016 року в рамках загальних виборів, у яких брали участь усі 50 штатів і округ Колумбія. Юта обрала президентських виборщиків, які, своєю чергою, оберуть нового президента і віцепрезидента США через колегію виборників. Цей процес відомий як непрямі вибори, коли виборці голосують за делегата на з'їзд політичної партії, який потім, у свою чергу, обирає кандидата в президенти від своєї партії. Кандидатом у президенти від Республіканської партії став бізнесмен і телеперсона Дональд Трамп і його напарник губернатор штату Індіана Майк Пенс, а від Демократичної партії — екс-держсекретар Гілларі Клінтон і її напарник, сенатор Вірджинії, Тім Кейн.
22 березня 2016, у президентських праймериз, виборчі штату Юта голосували за кандидатів на пост президента і демократичної, і республіканської партій. Зареєстровані члени кожної партії голосували тільки у своїй партії, а безпартійні виборців, могли вибрати партію для голосування за власним бажанням.
Дональд Трамп виграв вибори в штаті Юта, набравши 45,5 % голосів. Гілларі Клінтон отримала усього 27,5 % голосів. Еван Макмаллін отримав 21,5 % голосів.

## Бекграунд
Чинний президент США, Барак Обама, демократ, був уперше обраний президентом на виборах 2008 року разом із Джо Байден. Переміг республіканського кандидата, сенатора Аризони Джона Маккейна, який набрав лише 45,65 % голосів виборців та 173-ма голосами виборників (у штаті Юта — 62,58 % та 5, відповідно), Обама і Байден були переобрані на президентських виборах 2012 року, перемігши екс-губернатор штату Массачусетс Мітт Ромні з 51,06 % голосів виборців та 332-ма голосами виборників (у штаті Юта — 24,75 % та 0, відповідно). Хоча рейтинг схвалення Барака Обами за опитуванням на RealClearPolitics залишалися між 40 і 50 % протягом усього другого терміну та зменшувався на початку 2016 року, а своєї вищої точки в червні 2012 року. Аналітик Нейт Кон зазначив, що сильний рейтинг схвалення президента Обами буде означати високі показники за кандидата від демократів, і навпаки.
Після свого другого терміну, президент Обама не має права на ще одне переобрання. У жовтні 2015 року, його колега та дворазовий віце-президент Байден не зважився вступити в боротьбу за демократичну президентську номінацію.  Їхній термін закінчився 20 січня 2017 року, тому виборцям було запропоновано обрати 45-го президента та 48-го віце-президента США.

## Праймериз

### Демократична партія
- Гілларі Клінтон
- Берні Сандерс
- Мартін О'Меллі (відкликано)

| Праймериз Демократичної партії в штаті Юта, 22 березня 2016 року | Праймериз Демократичної партії в штаті Юта, 22 березня 2016 року | Праймериз Демократичної партії в штаті Юта, 22 березня 2016 року | Праймериз Демократичної партії в штаті Юта, 22 березня 2016 року | Праймериз Демократичної партії в штаті Юта, 22 березня 2016 року | Праймериз Демократичної партії в штаті Юта, 22 березня 2016 року |
| Кандидат                                                         | Голосування                                                      | Голосування                                                      | Делегати                                                         | Делегати                                                         | Делегати                                                         |
| Кандидат                                                         | Голосів                                                          | %                                                                | Заявлено                                                         | Не заявлено                                                      | Усього                                                           |
| ---------------------------------------------------------------- | ---------------------------------------------------------------- | ---------------------------------------------------------------- | ---------------------------------------------------------------- | ---------------------------------------------------------------- | ---------------------------------------------------------------- |
| Берні Сандерс                                                    | 62 992                                                           | 79,21 %                                                          | 27                                                               | 2                                                                | 29                                                               |
| Гілларі Клінтон                                                  | 16 166                                                           | 20,33 %                                                          | 6                                                                | 2                                                                | 8                                                                |
| інші                                                             | 34                                                               | 0,04 %                                                           |                                                                  |                                                                  |                                                                  |
| неприйнято                                                       | 334                                                              | 0,42 %                                                           | 0                                                                | 0                                                                | 0                                                                |
| Усього                                                           | 79 526                                                           | 100 %                                                            | 33                                                               | 4                                                                | 37                                                               |
| Джерело: Utah Democratic Party                                   |                                                                  |                                                                  |                                                                  |                                                                  |                                                                  |

### Республіканська партія
- Тед Круз
- Джон Касич
- Дональд Трамп

| Праймериз Демократичної партії в штаті Юта, 22 березня 2016 року | Праймериз Демократичної партії в штаті Юта, 22 березня 2016 року | Праймериз Демократичної партії в штаті Юта, 22 березня 2016 року | Праймериз Демократичної партії в штаті Юта, 22 березня 2016 року | Праймериз Демократичної партії в штаті Юта, 22 березня 2016 року | Праймериз Демократичної партії в штаті Юта, 22 березня 2016 року |
| Кандидат                                                         | Голосування                                                      | Голосування                                                      | Делегати                                                         | Делегати                                                         | Делегати                                                         |
| Кандидат                                                         | Голосів                                                          | %                                                                | Заявлено                                                         | Не заявлено                                                      | Усього                                                           |
| ---------------------------------------------------------------- | ---------------------------------------------------------------- | ---------------------------------------------------------------- | ---------------------------------------------------------------- | ---------------------------------------------------------------- | ---------------------------------------------------------------- |
| Тед Круз                                                         | 132 904                                                          | 69,46%                                                           | 40                                                               | 0                                                                | 40                                                               |
| Джон Кейсік                                                      | 31 992                                                           | 16,72%                                                           | 0                                                                | 0                                                                | 0                                                                |
| Дональд Трамп                                                    | 26 434                                                           | 13,82%                                                           | 0                                                                | 0                                                                | 0                                                                |
| Позапроектові делегати:                                          | Позапроектові делегати:                                          | Позапроектові делегати:                                          | 0                                                                | 0                                                                | 0                                                                |
| Усього:                                                          | 191 330                                                          | 100,00%                                                          | 40                                                               | 0                                                                | 40                                                               |
| Джерело: The Green Papers                                        |                                                                  |                                                                  |                                                                  |                                                                  |                                                                  |

## Загальні вибори
У штаті Юта зазвичай виборці голосували за республіканців починаючи з 1968 року і лише один раз голосували за демократа на виборах 1952 року. У штаті більшість населення мормонів, які проголосували від 78 % до 21 % за Мітта Ромні на виборах 2012 року. Однак, критика Дональда Трампа у бік мормонської віри під час виборчої кампанії у 2016 році викликала невдоволення багатьох виборців-республіканців. Опитування припускали, що Юта може бути сильним штатом для лібертаріанського кандидата Гері Джонсона проти кампанії Трампа. 23 червня 2016 року прогнозист Ларрі Сабато, знизив рейтинг Юта з «Safe Republican» на «Likely Republican».
Еван Макмаллін, консервативний незалежний кандидат, також був переглянутий виборцями в штаті Юта як ще однієї альтернативи, враховуючи, що це його рідний штат. За даними одного опитування, опублікованого на 12 жовтня, Трамп і Клінтон були практично незамінні в штаті Юта — 26 %, Маклінська процентність була штаті — 22 %. Макмалліньке збільшення було результатом подальшого Республіканської реакція проти Трампа після публікації скандального відео з 2005 року що показує як Трамп захищає непристойні сексуальні стосунки з жінками. У HeatStreet опитування, проведеного з 15-16 жовтня, Макмаллін на другому місці з 29 %, за Трампа, який набрав на 30 %, і випереджає Клінтон, 28 %. У ході опитування, проведеного компанією Emerson коледж з жовтня 17-19 зразок розміром 700 осіб, Макмаллін поміщається на перше місце з 31 % випереджає Трампа на 4 % Маржі, 27 % підтримки, у той час як Клінтон набрала 24 %. це був вперше проведене у масштабі штату опитування в 2016 році вибори, де кандидат від третьої сторони був першим.
Якби Макмаллін переміг у Юті, він став би першим кандидатом від третьої партії, який коли-небудь виграв штат, першим кандидатом від третьої партії, який виграв би штат після колишнього губернатора Алабами Джорджа Воллеса з Американської незалежної партії на президентських виборах 1968 року та першим кандидатом від третьої партії, який виграв голосування на виборах з 1972 року, коли зневірені виборці у Вірджинії віддали голоси за кандидата від Лібертаріанської партії Джона Хосперса замість Річарда Ніксона. Макмаллін також, ймовірно, став би першим кандидатом від третьої партії, який переміг у непівденному штаті після прогресивного Роберта М. Ла Фоллетта-старшого на виборах 1924 року, коли він керував Вісконсином. Оскільки Макмаллін не пов’язаний з жодною конкретною політичною партією, він став би першим безпартійним кандидатом після Джорджа Вашингтона, який виграв би штат за 224 роки після переобрання Вашингтона в 1792 році, і, зрештою, першим безпартійним кандидатом, який виграв би штат на захід від річки Міссісіпі.

### Кандидатів у виборчому бюлетені
Наступні кандидати були внесені у виборчі бюлетені:
- Дональд Трамп і Майк Пенс (Республіканська партія)
- Evan McMullin та Nathan Johnson (Not affiliated with any Party)
- Hillary Clinton та Tim Kaine (Democratic Party)
- Gary Johnson та William Weld (Libertarian Party)
- Darrell Castle та Scott N. Bradley (Constitution Party)
- Jill Stein та Ajamu Baraka (Green Party)
- Rocky De La Fuente та Michael Steinberg (Reform Party)
- Rocky Giordani та Farley Anderson (Independent American Party)
- Alyson Kennedy та Osborne Hart (Socialist Workers Party)
- Monica Moorehead та Lamont Lilly (Workers World Party)

### Кандидати в бюлетенях
Наступні були сертифіковані штатом як «писати-в кандидати», що означає, що голоси, віддані цих осіб буде обчислюватися:
- Stephen Paul Parks
- Mike Smith & Daniel White
- Laurence Kotlikoff & Edward Leamer
- Tom Hoefling & Steve Schulin
- David Limbaugh & Bo Gingrich
- Dustin Baird & Brandon Russell
- Andrew D. Basiago & Karen D. Kinnison
- Emidio Soltysik & Angela Nicole Walker
- Tony Valdivia & Aaron Roy Barriere
- Cherunda Fox & Roger Kushner
- Sheila "Samm" Tittle & R. Charles Casper-Kacprowicz
- Robert L. Buchanan & Jason A. Washington
- Marshall Schoenke & James Creighton Mitchell Jr.
- Janet Reid & John E. Reid
- Jamin Burton & Victor Neves

## Результати
| Партія | Партія                 | Кандидат        | Голосів | %       |
| ------ | ---------------------- | --------------- | ------- | ------- |
| 1      | Республіканська партія | Дональд Трамп   | 515 231 | 45,54 % |
| 1      | Демократична партія    | Гілларі Клінтон | 310 676 | 27,46 % |

### Країна
| Країна     | Трамп, голосів | Трамп, % | Клінтон, голосів | Клінтон, % | McMullin, голосів | McMullin, % | Johnson, голосів | Johnson, % | Stein, голосів | Stein, % | Інші, голосів | Інші, % | Усього  |
| ---------- | -------------- | -------- | ---------------- | ---------- | ----------------- | ----------- | ---------------- | ---------- | -------------- | -------- | ------------- | ------- | ------- |
| Beaver     | 1,838          | 73.96 %  | 264              | 10.62 %    | 323               | 13.00 %     | 36               | 1.45 %     | 10             | 0.40 %   | 14            | 0.56 %  | 2,485   |
| Box Elder  | 12,230         | 61.97 %  | 2,282            | 11.56 %    | 4,257             | 21.57 %     | 591              | 2.99 %     | 76             | 0.39 %   | 299           | 1.52 %  | 19,735  |
| Cache      | 21,139         | 45.81 %  | 8,563            | 18.56 %    | 13,695            | 29.68 %     | 1,630            | 3.53 %     | 330            | 0.72 %   | 790           | 1.71 %  | 46,147  |
| Carbon     | 5,275          | 66.34 %  | 1,717            | 21.59 %    | 615               | 7.73 %      | 191              | 2.40 %     | 41             | 0.52 %   | 113           | 1.42 %  | 7,952   |
| Daggett    | 331            | 69.83 %  | 77               | 16.24 %    | 44                | 9.28 %      | 17               | 3.59 %     | 0              | 0.00 %   | 5             | 1.05 %  | 474     |
| Davis      | 62,219         | 44.96 %  | 28,776           | 20.79 %    | 39,735            | 28.71 %     | 5,390            | 3.89 %     | 864            | 0.62 %   | 1,412         | 1.02 %  | 138,396 |
| Duchesne   | 5,505          | 79.41 %  | 500              | 7.21 %     | 729               | 10.52 %     | 107              | 1.54 %     | 18             | 0.26 %   | 73            | 1.05 %  | 6,932   |
| Emery      | 3,425          | 79.87 %  | 380              | 8.86 %     | 362               | 8.44 %      | 71               | 1.66 %     | 3              | 0.07 %   | 47            | 1.10 %  | 4,288   |
| Garfield   | 1,606          | 68.52 %  | 358              | 15.27 %    | 286               | 12.20 %     | 61               | 2.60 %     | 16             | 0.68 %   | 17            | 0.73 %  | 2,344   |
| Grand      | 1,975          | 43.58 %  | 1,960            | 43.25 %    | 281               | 6.20 %      | 180              | 3.97 %     | 109            | 2.41 %   | 27            | 0.60 %  | 4,532   |
| Iron       | 11,561         | 65.49 %  | 2,450            | 13.88 %    | 2,752             | 15.59 %     | 540              | 3.06 %     | 102            | 0.58 %   | 249           | 1.41 %  | 17,654  |
| Juab       | 2,827          | 67.68 %  | 442              | 10.58 %    | 762               | 18.24 %     | 72               | 1.72 %     | 14             | 0.34 %   | 60            | 1.44 %  | 4,177   |
| Kane       | 2,248          | 64.56 %  | 739              | 21.22 %    | 348               | 9.99 %      | 86               | 2.47 %     | 31             | 0.89 %   | 30            | 0.86 %  | 3,482   |
| Millard    | 3,860          | 73.75 %  | 431              | 8.23 %     | 719               | 13.74 %     | 108              | 2.06 %     | 6              | 0.11 %   | 110           | 2.10 %  | 5,234   |
| Morgan     | 3,188          | 61.40 %  | 577              | 11.11 %    | 1,198             | 23.07 %     | 142              | 2.73 %     | 11             | 0.21 %   | 76            | 1.46 %  | 5,192   |
| Piute      | 626            | 85.87 %  | 47               | 6.45 %     | 36                | 4.94 %      | 11               | 1.51 %     | 1              | 0.14 %   | 8             | 1.10 %  | 729     |
| Rich       | 797            | 71.87 %  | 104              | 9.38 %     | 174               | 15.69 %     | 21               | 1.89 %     | 1              | 0.09 %   | 12            | 1.08 %  | 1,109   |
| Salt Lake  | 138,043        | 32.96 %  | 175,863          | 41.99 %    | 79,880            | 19.07 %     | 16,306           | 3.89 %     | 4,965          | 1.19 %   | 3,796         | 0.91 %  | 418,853 |
| San Juan   | 2,645          | 48.56 %  | 2,042            | 37.49 %    | 486               | 8.92 %      | 165              | 3.03 %     | 47             | 0.86 %   | 62            | 1.14 %  | 5,447   |
| Sanpete    | 6,673          | 65.67 %  | 1,061            | 10.44 %    | 2,038             | 20.06 %     | 186              | 1.83 %     | 30             | 0.30 %   | 174           | 1.71 %  | 10,162  |
| Sevier     | 6,740          | 77.88 %  | 695              | 8.03 %     | 916               | 10.58 %     | 175              | 2.02 %     | 29             | 0.34 %   | 99            | 1.14 %  | 8,654   |
| Summit     | 7,333          | 35.55 %  | 10,503           | 50.91 %    | 1,786             | 8.66 %      | 756              | 3.66 %     | 170            | 0.82 %   | 82            | 0.40 %  | 20,630  |
| Tooele     | 11,169         | 51.17 %  | 4,573            | 20.95 %    | 4,769             | 21.85 %     | 783              | 3.59 %     | 182            | 0.83 %   | 353           | 1.62 %  | 21,829  |
| Uintah     | 9,810          | 76.66 %  | 995              | 7.78 %     | 1,496             | 11.69 %     | 275              | 2.15 %     | 43             | 0.34 %   | 178           | 1.39 %  | 12,797  |
| Utah       | 102,182        | 50.70 %  | 28,522           | 14.15 %    | 60,532            | 30.03 %     | 6,437            | 3.19 %     | 1,030          | 0.51 %   | 2,839         | 1.41 %  | 201,542 |
| Wasatch    | 6,115          | 50.45 %  | 3,063            | 25.27 %    | 2,315             | 19.10 %     | 409              | 3.37 %     | 70             | 0.58 %   | 148           | 1.22 %  | 12,120  |
| Washington | 42,650         | 68.83 %  | 10,288           | 16.60 %    | 6,565             | 10.60 %     | 1,473            | 2.38 %     | 290            | 0.47 %   | 696           | 1.12 %  | 61,962  |
| Wayne      | 966            | 67.98 %  | 271              | 19.07 %    | 135               | 9.50 %      | 18               | 1.27 %     | 12             | 0.84 %   | 19            | 1.34 %  | 1,421   |
| Weber      | 40,235         | 47.31 %  | 23,131           | 27.20 %    | 16,451            | 19.35 %     | 3,371            | 3.96 %     | 937            | 1.10 %   | 913           | 1.07 %  | 85,038  |

### На виборчий округ
| District | Trump | Clinton | Representative |
| -------- | ----- | ------- | -------------- |
| 1st      | 50 %  | 22 %    | Rob Bishop     |
| 2nd      | 46 %  | 32 %    | Chris Stewart  |
| 3rd      | 47 %  | 23 %    | Jason Chaffetz |
| 4th      | 39 %  | 32 %    | Mia Love       |